# Oulaya Amamra
Oulaya Amamra (Viry-Châtillon, 12 november 1996) is een Frans actrice.

## Biografie
Oulaya Amara werd in 1996 geboren in Viry-Châtillon in het Franse departement Essonne. Ze was al op jonge leeftijd geïnteresseerd in cinema en werkte mee aan projecten voor jonge acteurs, georganiseerd door 1000 visages. Vanaf twaalfjarige leeftijd volgde ze wekelijks een cursus theater bij het Maison des jeunes et de la culture (MJC) in Viry-Châtillon, onder leiding van haar oudere zuster Houda Benyamina. Samen met Jisca Kalvanda speelde ze met hun gezelschap klassiek toneel in de marge van het Festival van Avignon. In 2011 sloot ze zich aan bij Cinétalents waar ze in 2012 een hoofdrol kreeg in de korte film Le Commencement. Amamra en Kalvanda werden ook gecast in de Franse miniserie 3 x Manon in 2014. Ondanks twijfels van haar zuster Benyamina kreeg ze toch de hoofdrol in diens film Divines die in première ging op het filmfestival van Cannes 2016 en de Caméra d'or in de wacht sleepte. Amamra ontving in 2017 de César voor beste jong vrouwelijk talent voor haar rol van Dounia in Divines en ex-aequo met haar medespeelster Déborah Lukumuena de Prix Lumière en de prijs van beste actrice op het filmfestival van Carthage.

## Filmografie

### Films
- 2024: Animale - als Nejma
- 2023: Divertimento - als Zahia Ziouani
- 2022: Citoyen d'honneur - als Selma mal
- 2022: Fumer fait tousser - als Ammoniaque
- 2021: Fragile - als Lila
- 2020: Le Sel des larmes - als Djemilah
- 2019: L'Adieu à la nuit - als Lila
- 2018: Le monde est à toi - als Lamya
- 2016: Tamara - als Jelilah
- 2016: Divines - als Dounia
- 2015: L'Orchestre des aveugles - als Chama

### Kortfilms
- 2016: Mariam van Faiza Ambah - Mariam
- 2015: Belle Gueule van Emma Benestan - Sarah
- 2015: Un métier bien van Farid Bentoumi - Soraya
- 2014: Ghetto Child van Guillaume Tordjman en Houda Benyamina
- 2013: Le Rêve indien van Assia Bellaâ
- 2012: Le Commencement van Guillaume Tordjman

### Televisie
- 2020: Vampires van Benjamin Dupas - Doina (Netflix)
- 2016: La Bête curieuse van Laurent Perreau
- 2014: 3 x Manon van Jean-Xavier de Lestrade - Yaël (miniserie)
- 2010: Fracture van Alain Tasma - leerling (tv-film)

## Prijzen en nominaties
De belangrijkste:
| Jaar | Prijs                     | Categorie                    | Film                                   | Uitslag  |
| ---- | ------------------------- | ---------------------------- | -------------------------------------- | -------- |
| 2017 | César                     | Beste jong vrouwelijk talent | Divines                                | Gewonnen |
| 2017 | Prix Lumière              | Beste jong vrouwelijk talent | Divines ex-aequo met Déborah Lukumuena | Gewonnen |
| 2016 | Filmfestival van Carthage | Beste actrice                | Divines ex-aequo met Déborah Lukumuena | Gewonnen |